# Gilles Lacombe
 (août 2010).
Si vous disposez d'ouvrages ou d'articles de référence ou si vous connaissez des sites web de qualité traitant du thème abordé ici, merci de compléter l'article en donnant les références utiles à sa vérifiabilité et en les liant à la section « Notes et références ».
Gilles Lacombe (né en 1946 à Ottawa au Canada - ) est auteur canadien, artiste visuel et professeur au département des Lettres françaises de l’Université d’Ottawa.

## Biographie
Gilles Lacombe a obtenu sa maîtrise en littérature française en 1971, puis son doctorat en littérature française de l’Université d’Ottawa, en 1991. Il occupe présentement un poste de professeur à temps partiel à cette université. Il mène simultanément une carrière de peintre, de sculpteur et d'écrivain et s'intéresse, en particulier, au livre d'artiste.
Artiste visuel autodidacte, il a exposé, depuis 1970, ses dessins, peintures et sculptures dans la région d’Ottawa ainsi qu’à Toronto et à Québec. Il expose à la Galerie Calligrammes depuis la fin des années 1970. Sa préférence va aux œuvres sur papier, dessins à l’encre, pastels et surtout aquarelles, ainsi qu’au collage et à la mixité des matériaux et des techniques. Il a réalisé plusieurs livres d’artiste composés de ses propres textes et des images qui les accompagnent. Ces livres d’artiste ont été exposés à la Galerie de la Bibliothèque nationale du Canada en 1997. Certains font partie de la collection de livres d’artiste(s) de cette institution.
Gilles Lacombe est l’auteur d’une douzaine de livres, surtout des recueils de poésie. Il a illustré des recueils de poèmes, un roman et deux albums pour la jeunesse.